# Shōichi Yokoi
Shōichi Yokoi (横井 庄一 Yokoi Shōichi?,  Saori-chou (Aisai (Aichi)), 31 de marzo de 1915–Nagoya, 22 de septiembre de 1997) fue un sargento del Ejército Imperial Japonés presente en la Segunda Batalla de Guam de 1944, durante la Segunda Guerra Mundial. Tras la capitulación japonesa, varios soldados japoneses se internaron en la jungla e ignoraron la derrota de su país. El último, el sargento Shōichi Yokoi vivió en una caverna durante 28 años, temiendo salir de su escondite incluso después de encontrar folletos declarando que la Segunda Guerra Mundial había terminado.

## Primeros años
Yokoi nació en Saori, Prefectura de Aichi. En su juventud fue aprendiz de sastre hasta su reclutamiento en 1941.

## Años de guerra y posguerra
Yokoi fue llamado al servicio activo por el ejército japonés en 1941. Inicialmente sirvió con la 29ª división de infantería en Manchukuo. En 1943 lo transfirieron al 38.º regimiento, destacado en las Islas Marianas como parte del equipo de suministros.
Arribó a Guam en febrero de 1943. Cuando el Cuerpo de Marines de los Estados Unidos capturó la isla durante la Segunda Batalla de Guam, Yokoi se internó en la jungla con otros diez soldados nipones transformándose en holdouts (fugitivos). Yokoi y sus compañeros ignoraron las llamadas de rendición ya que a menudo algunas patrullas americanas cazaban y asesinaban a los que así lo hacían. Además, caer prisionero era una deshonra.
El sargento Yokoi permaneció escondido hasta 1972. Siete de los militares originales finalmente se fueron alejando. Solo tres permanecieron en la región. En 1952 escucharon rumores de que la guerra había acabado, pero pensaron que era una artimaña para hacerlos salir y asesinarlos. Más tarde, estos tres últimos se separaron y se visitaban mutuamente hasta alrededor de 1964, cuando Yokoi encontró a sus dos amigos muertos, a causa de la inanición. Los siguientes ocho años vivió totalmente solo.
Yokoi vivía de la caza y pesca, sobre todo por las noches. Usó plantas nativas para hacer ropa, ropa de cama y utensilios de almacenamiento, que cuidadosamente escondía en su cueva situada cerca de las cascadas de Talofofo.

## Rendición
En la noche del 24 de enero de 1972, Yokoi fue descubierto por dos hombres de la localidad que estaban revisando sus trampas de camarones en un afluente del río Talofofo. Los dos hombres habían asumido inicialmente que Yokoi era un aldeano de Talofofo (al este de la isla de Guam), pero se las arreglaron para sorprenderlo y someterlo con pequeñas contusiones. Fue llevado a la policía y Yokoi se identificó con su grado y unidad a la que pertenecía. Fue devuelto al Japón donde fue recibido con honores.
"Es un poco vergonzoso, pero he vuelto", dijo Yokoi a su regreso a su patria. La observación se convertiría en un dicho popular en Japón.
Hubo otros "rezagados". En octubre del mismo año 1972 el soldado Kinshichi Kozuka murió en un tiroteo con la policía en Filipinas.  Yokoi fue el antepenúltimo soldado japonés en rendirse después de la guerra. En marzo de 1974 el teniente Hirō Onoda se entregó en Lubang, Filipinas y el 18 de diciembre de 1974 el soldado Teruo Nakamura, nativo de Taiwan, descubierto por la Fuerza Aérea Indonesia en la isla Morotai, fue el último caso comprobado.

## Últimos años
Más tarde tras una espectacular gira de medios en Japón, Yokoi en noviembre de 1972 se casó con Mihoko Hatashin (nombre de soltera) 13 años menor de edad que él y se instaló en la zona rural de la Prefectura de Aichi. Después de haber vivido solo en una cueva durante veintiocho años Yokoi se convirtió en una celebridad de la televisión y un defensor de la vida austera. Apareció en un documental de 1977 llamado Yokoi y sus veintiocho años de vida secreta en Guam. Con el tiempo recibiría una exigua pensión con el equivalente de $300 dólares en pagos atrasados, además de un aporte estatal vitalicio. 
Su último período de vida fue el más difícil, dice su sobrino, Omi Hatashin, quien se dedicó varios años a recopilar los detalles de las vivencias de su tío político, que nunca consiguió adaptarse completamente a la sociedad japonesa moderna y además que visitó a Guam varias veces.
En 1991 se le concedió una audiencia con el Emperador Akihito. A su juicio, la reunión fue el honor más grande de su vida.
Yokoi falleció en 1997 de un ataque al corazón a la edad de 82 años. Fue enterrado en un cementerio de Nagoya, bajo una lápida que había sido encargado inicialmente por su madre en 1955.
En la ciudad de Nagoya, en Nakagawa ku, Tomita cho, se encuentra ubicado el Salón conmemorativo de Yokoi (Shōichi Yokoi Memorial Hall).